# Zelandotipula daedalus
Zelandotipula daedalus är en tvåvingeart som beskrevs av Alexander 1976. Zelandotipula daedalus ingår i släktet Zelandotipula och familjen storharkrankar.
Artens utbredningsområde är Ecuador. Inga underarter finns listade i Catalogue of Life.